# かず (小惑星)
かず(11294 Kazu)は 、小惑星帯に位置する小惑星の1つである。高知県芸西村で関勉によって発見された。名前は高知県の電波天文学者・今井一雅（いまい かずまさ）にちなむ。